# Jožuga
Jožuga (rus. Ёжуга, Иожуга) je rijeka u Udorskom rajonu Republike Komi i u Pinežskom rajonu Arhangelske oblasti u Rusiji. To je desni pritok Pinege. Duga je 165 km, s površinom porječja od 2850 km2. Glavni pritok je Jejuga (desni). Ježugu ne treba miješati s Mezenskom Ježugom, lijevom pritokom Mezena, koja izvire u istom području kao i sliv Ježuge, ali teče prema sjeveroistoku.

## Tok rijeke
Izvor Ježuge nalazi se u sjeverozapadnom dijelu Udorskog rajona. Rijeka teče prema sjeveru, prelazi granicu s Arhangelskom oblašću, a zatim skreće prema zapadu, u smjeru toka Pinege, nakon što s lijeve strane prihvati Pilisu. Iza ušća Sjuzme s juga skreće na sjever, a na kraju i na sjeverozapad. S istoka, Ježuga prima svoju glavnu pritoku, Jejugu, i okreće se prema zapadu. Ušće Ježuge nalazi se blizu sela Ježuga.
Porječje rijeke Ježuge obuhvaća istočni dio Pinežskog okruga, kao i relativno manje područje na sjeverozapadu Udorskog okruga i na jugozapadu Lešukonskog rajona.
Osim sela Širokoje u srednjem toku (uzvodno od ušća Nora) i sela Ježuga u ušću, dolina Ježuge nije naseljena.

## Povijest
Ježuga je bila dio stare trgovačke rute koju su novgorodski trgovci koristili za dolazak iz sliva Sjeverne Dvine u porječje rijeke Pečore. Trgovci su išli od Sjeverne Dvine uzvodno Pukšengom, zatim se kretali prema Pokšengi i nizvodno do Pinege. Iz Pinege su plovili Ježugom, Zirijanskom Vaškom i Vaškom kako bi stigli do rijeke Mezen, a potom Pjozom i Ciljmom kako bi stigli do Pečore.